# كيث توماس (مؤرخ)
كيث توماس (بالإنجليزية: Keith Thomas)‏ هو مؤرخ بريطاني، ولد في 2 يناير 1933 في Wick, Vale of Glamorgan ‏ في المملكة المتحدة.